# Girefontaine
Girefontaine és un municipi francès situat al departament de l'Alt Saona i a la regió de Borgonya - Franc Comtat. L'any 2007 tenia 44 habitants.

## Demografia

### Població
El 2007 la població de fet de Girefontaine era de 44 persones. Hi havia 19 famílies, de les quals 4 eren unipersonals (4 dones vivint soles i 4 dones vivint soles), 11 parelles amb fills i 4 famílies monoparentals amb fills.
La població ha evolucionat segons el següent gràfic:
Habitants censats

### Habitatges
El 2007 hi havia 19 habitatges, 15 eren l'habitatge principal de la família, 2 eren segones residències i 2 estaven desocupats. Tots els 19 habitatges eren cases. Dels 15 habitatges principals, 14 estaven ocupats pels seus propietaris i 1 estava cedit a títol gratuït; 1 tenia tres cambres, 4 en tenien quatre i 11 en tenien cinc o més. 11 habitatges disposaven pel capbaix d'una plaça de pàrquing. A 6 habitatges hi havia un automòbil i a 8 n'hi havia dos o més.

### Piràmide de població
La piràmide de població per edats i sexe el 2009 era:
| Homes | Edats   | Dones |
| ----- | ------- | ----- |
| 0     | 95 o +  | 0     |
| 0     | 90 a 94 | 0     |
| 0     | 85 a 89 | 0     |
| 0     | 80 a 84 | 0     |
| 0     | 75 a 79 | 4     |
| 8     | 70 a 74 | 0     |
| 0     | 65 a 69 | 4     |
| 0     | 60 a 64 | 0     |
| 0     | 55 a 59 | 0     |
| 0     | 50 a 54 | 0     |
| 4     | 45 a 49 | 0     |
| 0     | 40 a 44 | 4     |
| 8     | 35 a 39 | 4     |
| 0     | 30 a 34 | 0     |
| 0     | 25 a 29 | 0     |
| 4     | 20 a 24 | 0     |
| 4     | 15 a 19 | 8     |
| 4     | 10 a 14 | 0     |
| 4     | 5 a 9   | 0     |
| 0     | 0 a 4   | 0     |

## Economia
El 2007 la població en edat de treballar era de 26 persones, 22 eren actives i 4 eren inactives. De les 22 persones actives 21 estaven ocupades (14 homes i 7 dones) i 1 aturada (1 dona i 1 dona). De les 4 persones inactives 2 estaven estudiant i 2 estaven classificades com a «altres inactius».
Activitats econòmiques
L'any 2000 a Girefontaine hi havia 4 explotacions agrícoles.

## Poblacions més properes
El següent diagrama mostra les poblacions més properes.